# Araneus ventricosus
Araneus ventricosus (L. Koch, 1878) è un ragno appartenente alla famiglia Araneidae.

## Distribuzione
La specie è stata rinvenuta in diverse località della Russia, della Cina, della Corea, del Giappone e dell'isola di Taiwan.

## Tassonomia
Non sono stati esaminati esemplari di questa specie dal 2012
Attualmente, a dicembre 2013, sono note 10 sottospecie;
- Araneus ventricosus abikonus Uyemura, 1961 — Giappone
- Araneus ventricosus globulus Uyemura, 1961 — Giappone
- Araneus ventricosus hakonensis Uyemura, 1961 — Giappone
- Araneus ventricosus ishinodai Uyemura, 1961 — Giappone
- Araneus ventricosus kishuensis Uyemura, 1961 — Giappone
- Araneus ventricosus montanioides Uyemura, 1961 — Giappone
- Araneus ventricosus montanus Uyemura, 1961 — Giappone
- Araneus ventricosus nigelloides Uyemura, 1961 — Giappone
- Araneus ventricosus nigellus Uyemura, 1961 — Giappone
- Araneus ventricosus yaginumai Uyemura, 1961 — Giappone